# James Black
James Whyte Black, född 14 juni 1924 i Uddingston, South Lanarkshire, död 21 mars 2010, var en brittisk (skotsk) farmakolog
Black, som upptäckte propranolol  och syntetiserade cimetidin, belönades 1988 med Nobelpriset i fysiologi eller medicin för detta. År 2004 erhöll han Royal Medal.
Propanolol är en betablockerare och anses har revolutionerat behandlingen av angina pectoris. Cimetidin är en histamin-receptorantagonist och används mot en för hög saltsyraproduktion i magen. 

## Utmärkelser
- Scheelepriset, 1983
- Nobelpriset i fysiologi eller medicin, 1988